# The Enchanted Ceiling
The Enchanted Ceiling è il quarto EP del gruppo indie-wizard rock Harry and the Potters, composto dai fratelli Paul e Joe DeGeorge. Pubblicato a luglio del 2007 dall'etichetta indipendente Eskimo Laboratories, l'album è principalmente ispirato ai primi due libri della saga di Harry Potter, Harry Potter e la pietra filosofale e Harry Potter e la camera dei segreti. Esso è stato selezionato come "EP Wizard Rock del Mese" per luglio del 2007.

## Tracce
1. Harry Potter – 0:49
2. Rockin' at Hogwarts – 0:45
3. Haircut – 0:56
4. Phoenix Tears – 1:26
5. Hermione Screws Up the Polyjuice Potion – 0:28
6. The Enchanted Ceiling – 0:59
7. Never Going to the Bathroom Again – 1:49
8. Accio Hagrid – 0:34
9. Honeydukes – 0:17
10. Ms. Norris – 1:00
11. Hedwig's Cage – 1:20
12. The Radio – 0:30
13. Everlasting Icicles – 0:50
14. The Gringotts Goblin Coaster – 2:02

## Formazione

### Harry and the Potters
- Joe DeGeorge - voce, chitarra, sassofono baritono e melodica
- Paul DeGeorge - voce, tastiere, sassofono tenore, glockenspiel e theremin
- Ernie Kim - batteria

### Produzione
Registrato nel salotto di casa DeGeorge, Norwood, Massachusetts
- Prodotto dagli Harry and the Potters
- Grafica di copertina di Dan Brennan